# Cratere Olivier
Olivier  è il nome di un antico cratere lunare da impatto intitolato all'astronomo statunitense Charles Pollard Olivier, situato nella porzione settentrionale dell'emisfero lunare più distante dalla Terra (faccia nascosta). Questa formazione si trova in una zona fortemente craterizzata. Tra i più cospicui crateri vicini, ad est-sud-est vi è il cratere Störmer, di dimensioni analoghe, ma più giovane, e a sud-ovest, il cratere Volterra.
Il margine meridionale è coperto da un inusuale gruppo di piccoli crateri, adiacenti gli uni agli altri, che hanno quasi cancellato il bordo. Questo gruppo si estende dal bordo sudorientale verso l'esterno, in direzione est-sud-est. Numerosi altri piccoli crateri si trovano lungo il margine di Olivier, il maggiore interrompe il bordo nella zona settentrionale, mentre un certo addensamento si trova ad est. Il resto del bordo è eroso e consumato in modo irregolare, fino alla scomparsa di caratteristiche peculiari.
In confronto al bordo, il pianoro interno è meno irregolare. Il cratere più cospicuo è un piccolo impatto vicino al bordo settentrionale, mentre numerosi più piccoli sono sparsi irregolarmente. Non vi è un picco centrale degno di nota, e le uniche irregolarità sono i contrafforti del margine interno.

## Crateri correlati
Alcuni crateri minori situati in prossimità di Olivier sono convenzionalmente identificati, sulle mappe lunari, attraverso una lettera associata al nome.
| Olivier | Latitudine | Longitudine | Diametro |
| ------- | ---------- | ----------- | -------- |
| N       | 56,7° N    | 137,1° E    | 63 km    |
| Y       | 61,9° N    | 136,5° E    | 47 km    |